# Marija Kessler

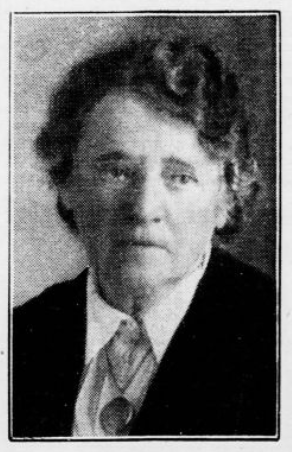
Marija Kessler im Jahr 1939

Marija Kessler (* 24. April 1860 als Maria Trenz in Mihovica bei Sankt Barthlemä (heute Gemeinde Šentjernej) in der Unterkrain; † 1. Mai 1939 in Ljubljana) war eine slowenische Salonnière.
Sie begründete vor dem Ersten Weltkrieg in Ljubljana einen künstlerischen und literarischen Salon, in dem unter anderem die Literaten Oton Župančič, Ivan Cankar, Vladimir Levistik, Anton Lajovic und Fran Albreht wirkten. Ihr Salon war der wichtigste Versuch eines slowenischen klassischen literarischen Salons bis zum Ende der Habsburgermonarchie.

## Leben
Marija Kessler, geb. Trenz, wurde als Tochter von Ferdinand Adolf Trenz (1809 bis 1887) und dessen Frau Matilda, geb. Walter (1821 bis 1900), auf dem väterlichen Gut Draškovec geboren. Ihre Mutter war die Tante des Großadmirals Anton Haus, der mit Marijas älterer Schwester Anna Karoline (* 24. Mai 1857; † 6. Mai 1924) (Netty) verheiratet war.
Marija Kessler hatte vier Töchter mit ihrem Mann, dem Juristen Alojzij Kessler: Mici (1890 bis 1962) verheiratete Čop, um 1917 die Geliebte von Ivan Cankar; Ana (1891 bis 1967) seit 1913 mit dem Oton Župančič verheiratet; die Schriftstellerin Vera, verheiratet mit Fran Albreht (1895 bis 1971) und Slava Stanislava (1896 bis 1968). Im Jahr 1906 zog sie mit ihrer Familie von Novo mesto nach Ljubljana.